# Batalha de Dorostolo
A Batalha de Dorostolo (em grego: Δουρόστολον; romaniz.: Dorostolon), também chamada de Cerco de Dorostolo, foi travada em 971 entre as forças do Império Bizantino e dos russos de Quieve. Os bizantinos, liderados pelo imperador João I Tzimisces, se saíram vitoriosos.

## Contexto
No decorrer da guerra rus'-búlgara, Esvetoslau I de Quieve invadiu toda a parte oriental do Primeiro Império Búlgaro e estabeleceu sua capital em Pereiaslavets, às margens do Danúbio. Logo depois de usurpar o trono, João I Tzimisces lançou uma contra-ofensiva. Depois de derrotar as forças reunidas de rus' e búlgaros na Batalha de Arcadiópolis e recapturar Pereyaslavets, Esvetoslau foi forçado a fugir para as fortalezas mais ao norte de Dorostolo (Drustur ou Dorostoro).

## Cerco

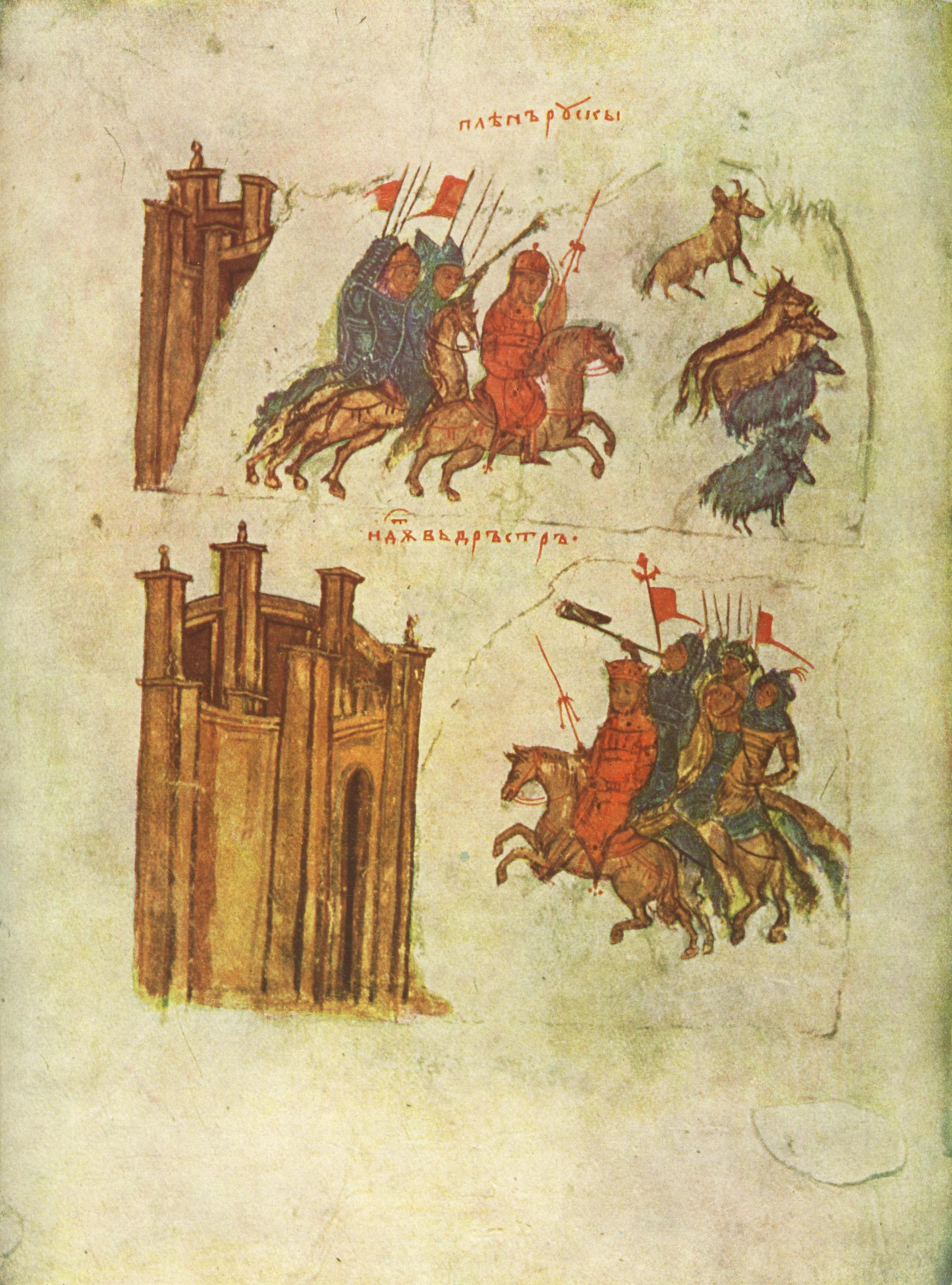
Invasão da Bulgária e o cerco de Dorostolo.
Iluminura na Crônica de Constantino Manasses.

João imediatamente cercou a fortaleza, uma operação que duraria sessenta e cinco dias. Seu exército foi reforçado por uma frota de 300 navios equipados com fogo grego. Diversas escaramuças ocorreram perante as muralhas da cidade, o que demonstra que faltava aos russos conhecimentos sobre o uso de cavaleiros na guerra. Entre as baixas durante o cerco estava um parente do imperador, João Curcuas, cuja cabeça decepada foi exibida pelos rus' no alto de uma das torres defensivas, e o segundo no comando do exército de Esvetoslau, um tal Icmor, que foi morto por Anemas, um dos filhos do emir de Creta Abdalazize ibne Xuaibe, para se vingar da morte do pai pelas mãos dele durante o cerco bizantino de Creta.
Os rus' e seus aliados búlgaros foram reduzidos a uma situação miserável pela fome. Para apaziguar seus deuses, eles afogaram galinhas no Danúbio, mas estes sacrifícios não melhoraram em nada a situação. Conforme as dificuldades aumentavam, 2 000 guerreiros rus' (inclusive algumas mulheres) conseguiram realizar uma operação-relâmpago durante a noite e escaparam do cerco em busca de suprimentos. Posteriormente, eles entraram novamente na cidade.
Os rus' perceberam que não conseguiriam levantar o cerco e concordaram em assinar um tratado de paz com os bizantinos pelo qual eles renunciavam a quaisquer interesses pelas terras búlgaras e pela cidade de Quersoneso na Crimeia. Esvetoslau lembrou amargamente que todos os seus aliados (os magiares e os pechenegues) o traíram no momento mais decisivo de sua campanha. Ele recebeu permissão para evacuar seu exército para a ilha de Berezan enquanto os bizantinos tomavam a cidade, rebatizando-a de Teodorópolis em homenagem à imperatriz bizantina Teodora, consorte de João I.